# محوطه گورستان کاروانسرا
محوطه قبرستان کاروانسرا مربوط به دوران‌های تاریخی پس از اسلام است و در شهرستان بوئین‌زهرا، بخش آبگرم، روستای آدار واقع شده و این اثر در تاریخ ۲۵ اسفند ۱۳۸۰ با شمارهٔ ثبت ۵۵۲۱ به‌عنوان یکی از آثار ملی ایران به ثبت رسیده است.